# Poecilotriccus
Poecilotriccus är ett fågelsläkte i familjen tyranner inom ordningen tättingar.

## Arter i släktet
Släktet omfattar tolv arter med utbredning från södra Mexiko till nordöstra Argentina:
- Rödkronad todityrann (P. ruficeps)
- Rosthuvad todityrann (P. luluae)
- Vitkindad todityrann (P. albifacies)
- Svartvit todityrann (P. capitalis)
- Borbatodityrann (P. senex)
- Rostbrun todityrann (P. russatus)
- Blykronad todityrann (P. plumbeiceps)
- Gråpannad todityrann (P. fumifrons)
- Brunmaskad todityrann (P. latirostris)
- Skifferhuvad todityrann (P. sylvia)
- Gyllenvingad todityrann (P. calopterus)
- Svartryggig todityrann (P. pulchellus)

## Familjetillhörighet
Släktet behandlas vanligen som en del av familjen tyranner. Vissa taxonomiska auktoriteter har dock valt att dela upp tyrannerna i flera familjer efter DNA-studier som att tyrannerna består av fem klader som skildes åt redan under oligocen. Poecilotriccus förs då till familjen Pipromorphidae.